# Енріке Мекінг
Енріке да Коста Мекінг (порт. Henrique da Costa Mecking, відомий у Бразилії як Мекінью (Mequinho) нар. 23 січня 1952, Санта-Круз-ду-Сул, штат Ріу-Гранді-ду-Сул ) — найвидатніший бразильський шахіст, перший в історії гросмейстер цієї країни (1972).

## Життєпис
Дідусь, Генріх Мекінг, переїхав у Бразилію з Німеччини.
Е. Мекінг брав участь у шахових турнірах із 7-річного віку. У дванадцять років став майстром Бразилії. У 1967 році вперше кваліфікувався до міжзонального шахового турніру. У відбірному турі зайняв 12-те місце, вигравши серед інших партію з Віктором Корчним. Таке ж місце (дванадцяте) зайняв в наступному міжзональному турнірі в 1970 році, який виграв Боббі Фішер. У 1968 році був лідером шахової збірної Бразилії на шаховій олімпіаді.
У 1971 році Мекінг тріумфував на Меморіалі Борислава Костіча і отримав титул гросмейстера. Був запрошений до участі в престижному турнірі в Гастінгсі в 1972 році, на якому посів трете місце позаду Анатолія Карпова та Віктора Корчного, але випередив Мігеля Найдорфа, що вважався найсильнішим шахістом Південної Америки. Був першим бразильським шахістом, який досягнув такого високого рівня. Міжнародні успіхи Мекінью зробили шахи в Бразилії настільки популярними, що наступний міжзональний було проведено саме тут, у місті Петрополіс неподалік від Ріо-де-Жанейро. Мекінг блискуче виграв цей турнір, випередивши Юхима Геллера, Лева Полугаєвського і Лайоша Портіша. Чвертьфінальний матч претендентів з Корчним проходив дуже нервово і закінчився перемогою Корчного 7 — 5.
1975–1976 роки були найвдалішими в кар'єрі Мекінга. У двох турнірах шахової еліти в Лос-Палмас і Манілі Мекінг посів друге місце, обігнавши Любомира Любоєвича. Міжзональний турнір в Манілі в 1976 році закінчився переконливою перемогою і Мекінга знову кваліфікували до матчу претендентів. Однак, у чвертьфінальному матчі він програв Полугаєвському 5 — 6. Після закінчення цього блискучого матчу кар'єра Мекінга практично закінчилася. Шахіст дедалі більше скаржився на стан здоров'я, хворіючи на атрофію м'язів. Кваліфікувався до наступного міжзонального турніру в 1979 році, якого не закінчив, зігравши всього два раунди. До турнірних шахів повернувся після дванадцяти років, проте уже не досяг рівня попередніх років. Брав участь в турнірах 1993–1995 років, але без значних успіхів. Зараз дуже рідко виступає в турнірах, розігруючи не більше десяти рейтингових партій на рік.

## Зміна рейтингу
| На цьому місці має відображатися графік чи діаграма, однак з технічних причин його відображення наразі вимкнено. Будь ласка, не видаляйте код, який викликає це повідомлення. Розробники вже працюють для того, щоби відновити штатне функціонування цього графіка або діаграми. | |
| | На цьому місці має відображатися графік чи діаграма, однак з технічних причин його відображення наразі вимкнено. Будь ласка, не видаляйте код, який викликає це повідомлення. Розробники вже працюють для того, щоби відновити штатне функціонування цього графіка або діаграми. |